# Джеффрі К'єза
Джеффрі Скотт К'єза (англ. Jeffrey Scott Chiesa; нар. 22 червня 1965, Сомервілль, Нью-Джерсі) — американський юрист і політик-республіканець, сенатор США від штату Нью-Джерсі з червня по жовтень 2013.
Після навчання в Університеті Нотр-Дам (1987), К'єза закінчив Школу права Католицького університету Америки (1990) і почав кар'єру адвоката.
Після чотирнадцяти років роботи в юридичній фірмі, у 2002 році він пішов працювати до офісу окружного прокурора Кріса Крісті. Покинув посаду у 2009, коли Крісті був обраний губернатором Нью-Джерсі. У грудні 2011 Крісті призначив К'єзу генеральним прокурором штату.